# Pam Feather
Pamela Slagveer (Rotterdam, 18 januari 1986), beter bekend onder haar artiestennaam Pam Feather is een Nederlandse zangeres en songwriter.

## Biografie
Pam Feather werd geboren in Rotterdam. Ze begon op jonge leeftijd met het maken van muziek. Feather deed mee aan diverse talentenjachten waardoor ze op podia als Nighttown, Paradiso, Rotown en De Doelen te zien was. Kort hierna was ze te zien tijdens tv-optredens bij TMF, VPRO, RTV Rijnmond en ETV en speelde ze in het voorprogramma van Bilal.
In maart 2009 bracht ze haar eerste single Phone Call uit. Het nummer werd opgepikt door Giel Beelen, die haar uitnodigde in zijn radioprogramma GIEL. In januari 2010 bracht ze haar tweede single Cannot Change The Weather uit, dat de 24e plaats in de Single Top 100 bereikte. Dit leidde tot live optredens bij De Wereld Draait Door, TROS Muziekcafé en wederom GIEL.
Haar debuutalbum Feather Tales is in april 2010 verschenen. In juli 2010 maakte ze haar debuut op het Metropolis Festival en het North Sea Jazz Festival. Tevens verzorgde ze in juli 2010 het voorprogramma van Erykah Badu in de Heineken Music Hall. In augustus 2010 bracht ze haar derde single You uit.
Feather omschrijft haar muziek zelf als SOP, een combinatie tussen soul en popmuziek met jazzinvloeden.

## Discografie

### Singles
| Singles                   | Datum van verschijnen | Opmerkingen                    |
| ------------------------- | --------------------- | ------------------------------ |
| Phone Call                | 2009                  | duet met Erdero                |
| Cannot Change The Weather | 2010                  | nummer 24 in de Single Top 100 |
| You                       | 2010                  |                                |

### Albums
| Albums        | Datum van verschijnen | Opmerkingen |
| ------------- | --------------------- | ----------- |
| Feather Tales | 2010                  |             |